# ヒギエア族
ヒギエア族は小惑星帯（メインベルト）の外縁部に位置する、炭素化合物を多く含む暗いB型やC型の小惑星からなる小惑星族。
一番大きいものは (10) ヒギエアである。
メインベルトの既知の小惑星のうち1%程度がこの族に含まれる。

## 特徴
ヒギエア族で最大の小惑星はヒギエアであり、この族の中では異常に大きい。
残りのものは相対的にヒギエアよりはかなり小さく、ヒギエアの体積のみでこの小惑星群全体の体積の96%程を占める。
続いて大きいのは (333) バーデニア、(538) フリーデリーケであり、両方とも直径70キロメートルを超える。残りのものの大きさは直径が30キロメートル以下のものばかりである。
この小惑星族は、巨大な激突でヒギエアから小さな破片を抉り取って形成されたクレーター型の族と考えられている。
しかし、そうだとすると、母天体を分裂させないで直径70kmのバーデニアやフリーデリーケを割り出すのは難しい。
それらはヒギエアと非常に似たタイプの小惑星であるが、この軌道に紛れ込んだだけの侵入者かもしれない。
この小惑星族はB型小惑星もいくばくか含んでいる。
なおB型で最大のものはフリーデリーケである。
この族は比較的古いのではないかという指摘も多い。

## 軌道
ヒギエア族のうち核となるような代表的なものによる、HCMの数値解析から、この族の大体の軌道が割り出されている。
|      | 軌道長半径 | 離心率 | 軌道傾斜角 |
| ---- | ---------- | ------ | ---------- |
| 最小 | 3.06 AU    | 0.109  | 4.2°       |
| 最大 | 3.22 AU    | 0.163  | 5.8°       |

## 外部からの侵入者
この小惑星族は外からこの軌道に入ってきた小惑星を多数含んでいると考えられる。
(100) ヘカテ、(108) ヘクバ、(1109) タタ、(1209) プーマ、(1599) Giomusなどはヒギエア族と非常に似通った軌道を周回しているが、スペクトル分類、PDS小惑星分類学データセットの点検でS型、D型と特定された。
また、21世紀初頭のスペクトル分類の詳細化やその精度の上昇により、いくばくかのほかのC型小惑星も多分この軌道に侵入してきたものだと考えられるようになった。バーデニア、フリーデリーケがその最たるものである。
(52) エウロパも非常にこの小惑星族と似通った軌道を通っているが、属していないことがわかっている。